# Somnitz

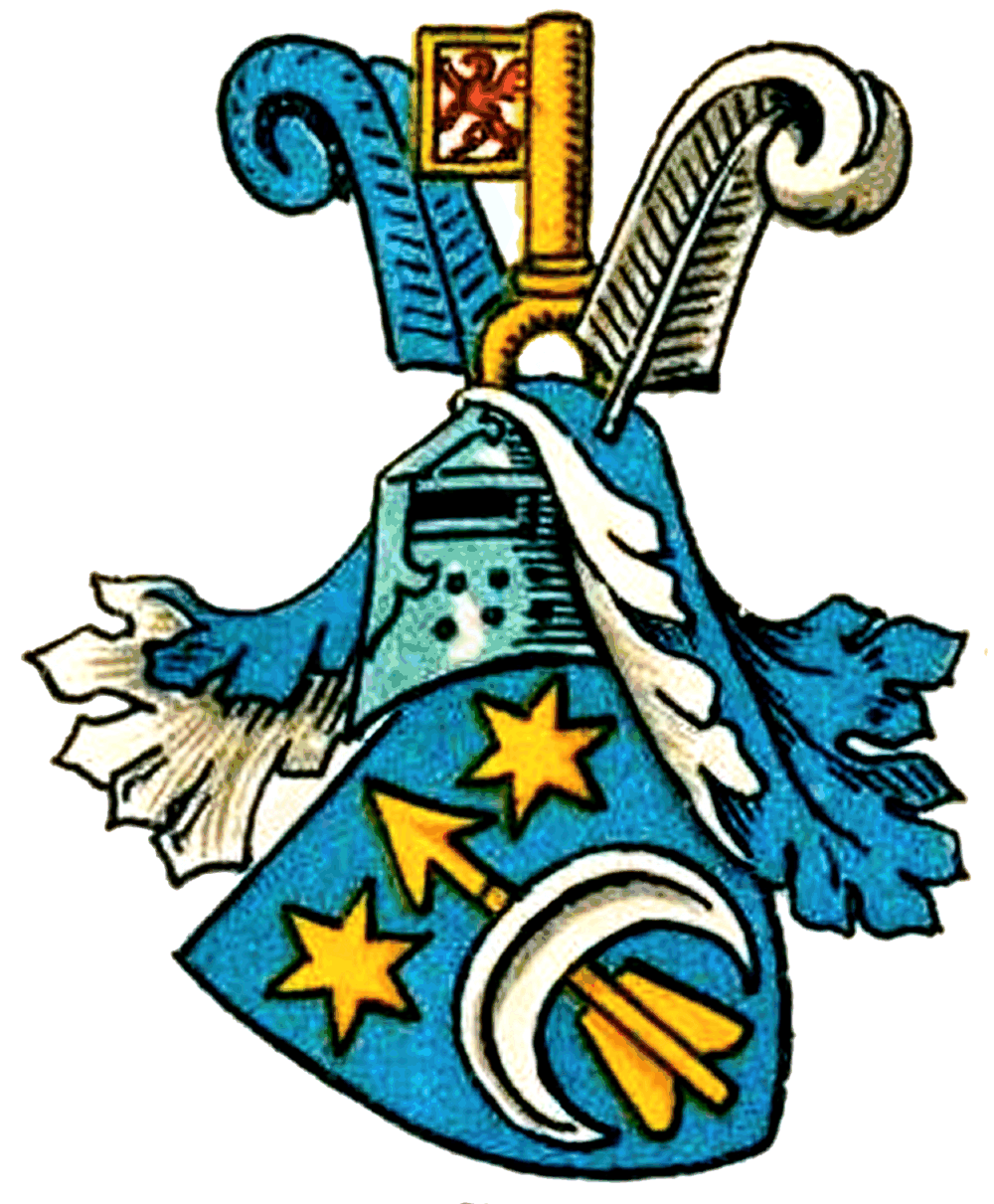
Wappen derer von Somnitz

Somnitz ist der Name eines hinterpommerschen Adelsgeschlechts. Die Herren von Somnitz gehörten zum wendisch-pommerschen Uradel. Zweige der Familie bestehen bis heute.

## Geschichte

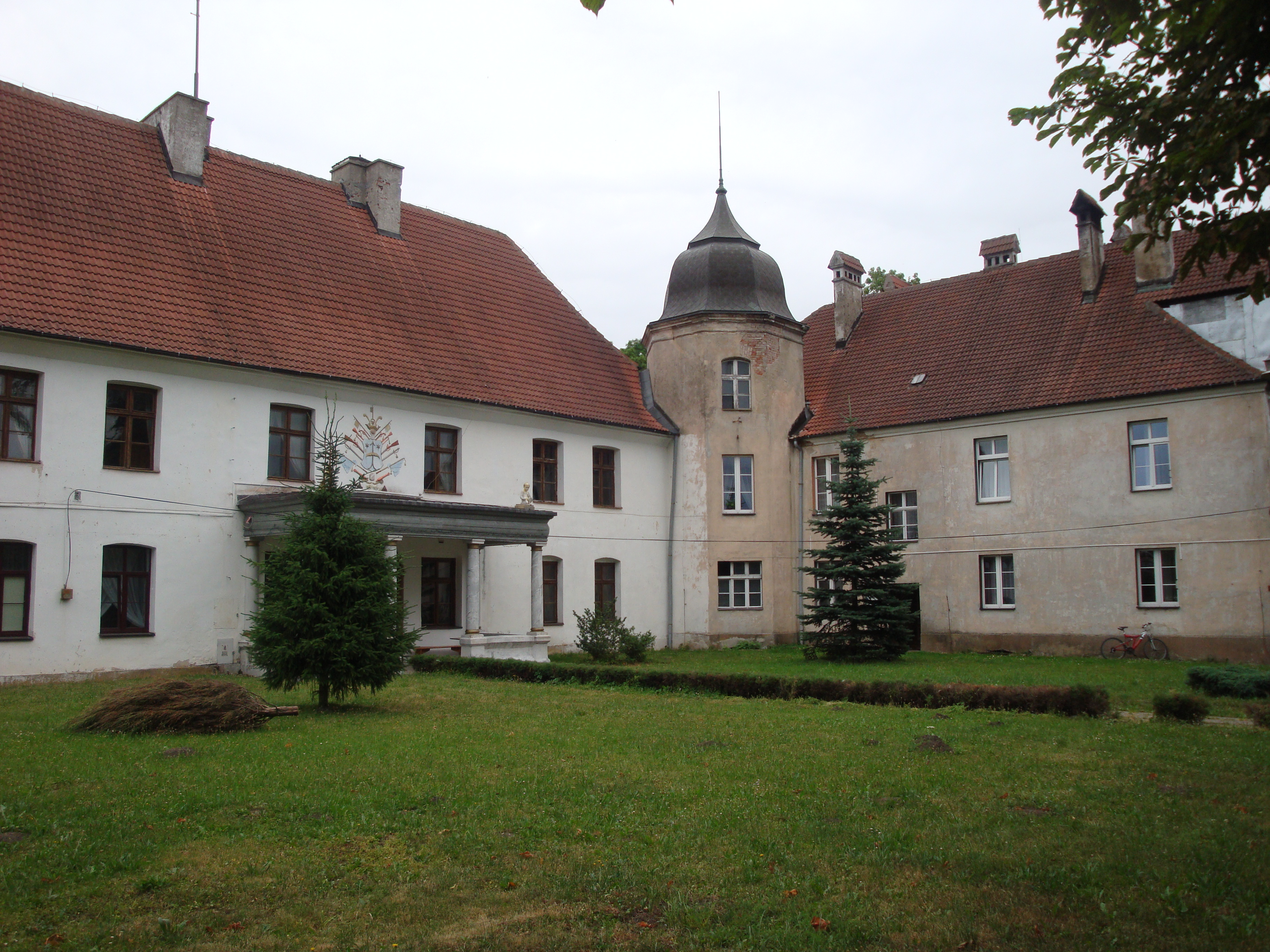
Ehemaliges Gutshaus in Charbrow/Degendorf (Aufnahme 2010)

Schon seit frühester Zeit ist die Familie zu Bewersdorf im Stolper Land nachweisbar. Als erster Angehöriger des Geschlechts erscheint im Jahre 1372 Peter Somnitz urkundlich. Die gesicherte Stammreihe beginnt mit Lorenz von Somnitz, Rat des pommerschen Herzogs Barnim IX. Sein Bruder Peter von Somniz war Hauptmann von Köslin und Bublitz.
Einer der bekanntesten Vertreter der Familie war Lorenz Christoph von Somnitz (* 1612; † 1678), kurbrandenburgischer Geheimrat und Diplomat. 1655 wurde er vom Großen Kurfürsten mit dem Erbkämmereramt des Herzogtums Hinterpommern und des Fürstentums Cammin belehnt und 1656 zum Kanzler von Hinterpommern ernannt. Als Diplomat und Bevollmächtigter des Kurfürstentums Brandenburg war er an den Friedensschlüssen von Nimwegen und Oliva beteiligt. Ab 1658 war er erster Brandenburgischer Oberhauptmann der Lande Bütow und Lauenburg.
Der Familienbesitz konnte im Laufe der Zeit stetig erweitert werden. Die Hauptbesitzungen lagen im Lauenburgischen, wo sich beispielsweise um 1780 folgende Güter im Besitz der Familie befanden: Bebbrow, Charbrow/Degendorf, (Königlich) Freist und Adlig Freest, Jatzkow, Schwartow und Schwartowke sowie Speck. Im Stolper Land gehörten den Somnitz Bewersdorf und Schönwalde und im Kamminer Land Drenow. Im 19. Jahrhundert wurde aus den Bewersdorfer Gütern ein Geldfideikommiss gebildet.

## Wappen
Das Stammwappen zeigt in Blau ein von einem goldenen Pfeil durchbohrten, gestürzten silbernen Halbmond, darüber zwei goldene Sterne. Auf dem bekrönten Helm der Pfeil zwischen einer blauen und einer silbernen Straußenfeder. Die Helmdecken sind blau-silbern.
Seit 1655 kam mit der Verleihung der Erbkämmererwürde an Lorenz Christoph von Somnitz eine Wappenbesserung an die Familie. Statt des Pfeils in der Helmzier war es nun ein Schlüssel für das Amt des Kämmerers und in dessen Bart ein roter Greif.

## Personen

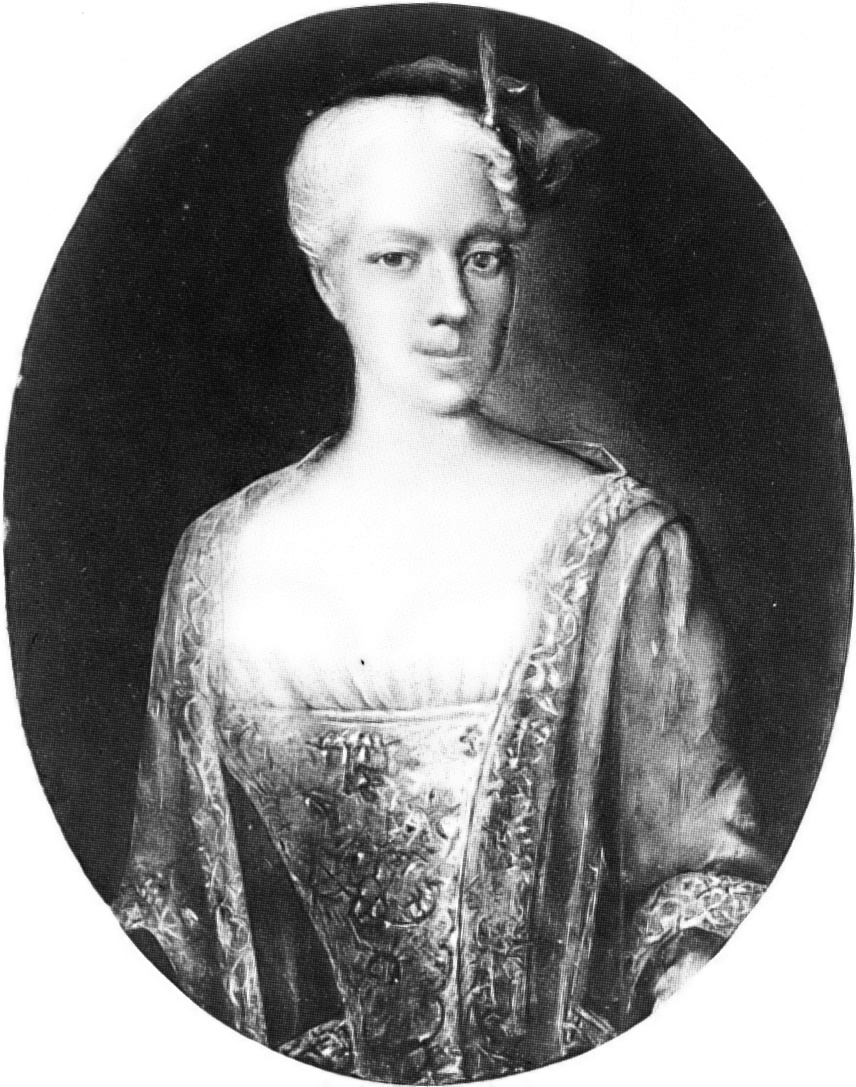
Esther von Somnitz (1697–1760), Ehefrau des Generalleutnants Georg-Dietrich von Puttkamer

- Lorenz Christoph von Somnitz (* 1612; † 1678), kurbrandenburgischer Geheimrat und Diplomat
- Franz von Somnitz (* 1717; † 1770), preußischer Justizjurist, Präsident des Tribunals der Lande Lauenburg und Bütow
- Franz Christoph von Somnitz (* 1742; † 1829), Erbkämmerer von Hinterpommern und Cammin, Landrat des Kreises Lauenburg-Bütow
- Karl Hermann von Somnitz (* 1813; † 1878), Erbkämmerer von Hinterpommern und Cammin, Mitglied des Preußischen Abgeordnetenhauses
- Hermann von Somnitz (* 1857; † 1925), deutscher Verwaltungsbeamter und Rittergutsbesitzer

## Literatur

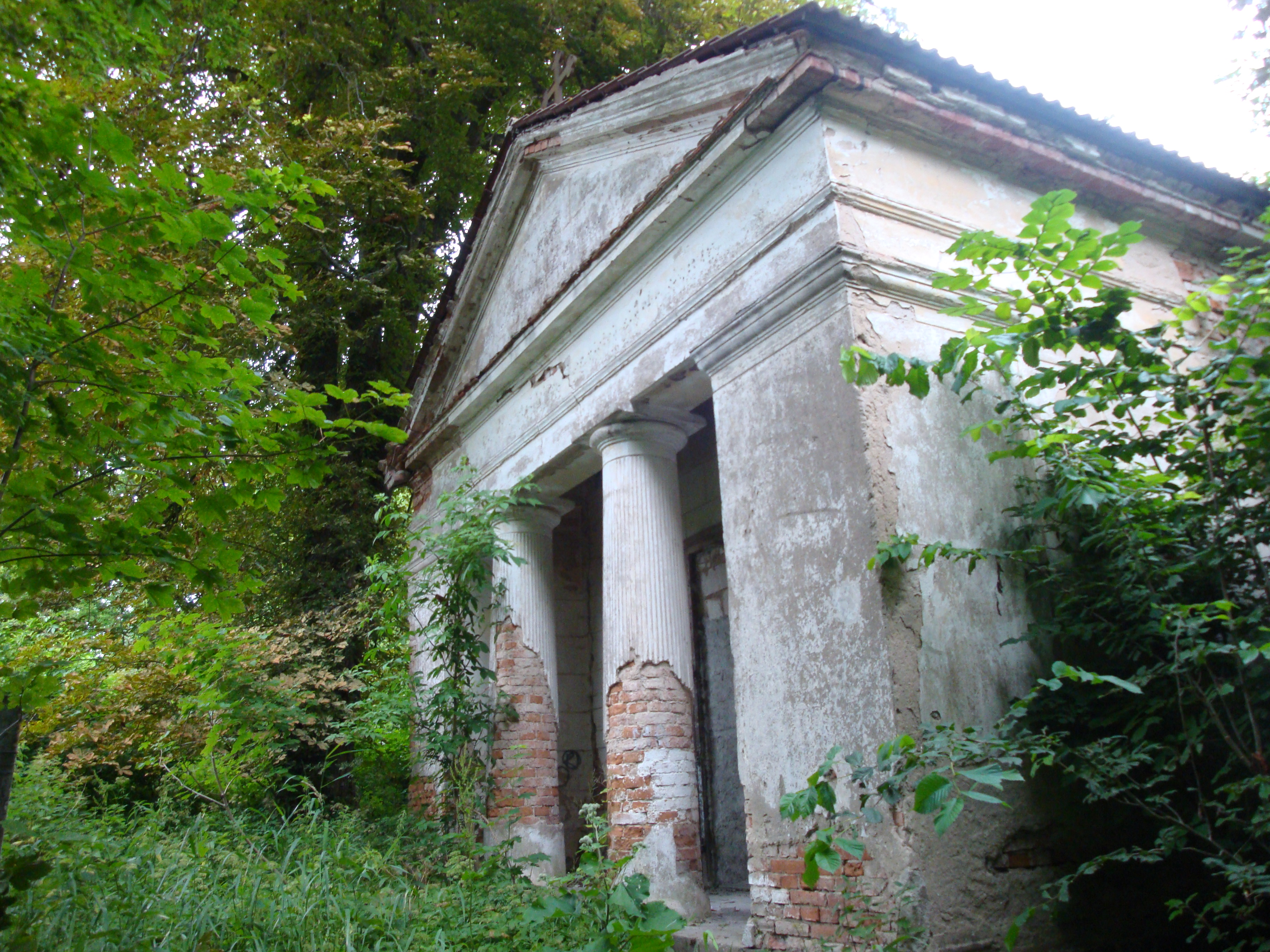
Vormaliges Mausoleum in Charbrow/Degendorf

### Sekundärliteratur
- Rolf Straubel: Grundbesitz und Militärdienst. Kurzbiographien pommerscher Offiziere (1715 bis 1806), in: Veröffentlichungen (Forschungen) der Historischen Kommission für Pommern; Reihe V, Band 56,1, Böhlau, Wien/Köln 2021, S. 636 ff. ISBN 9783412522148.
- Otto Hupp: Münchener Kalender 1926. Buch u. Kunstdruckerei AG, München / Regensburg 1926.
- Handbuch über den Königlich Preußischen Hof und Staat auf das Jahr 1795, George Decker, Berlin 1795, S. 307.